# Otočić Veli Pržnjak kod Korčule
Otočić Veli Pržnjak kod Korčule este o arie protejată (sit de importanță comunitară — SCI) din Croația întinsă pe o suprafață de 20,68 ha, integral pe uscat.

## Localizare
Centrul sitului Otočić Veli Pržnjak kod Korčule este situat la coordonatele 42°54′13″N 16°41′42″E / 42.9036°N 16.694899°E.

## Înființare
Situl Otočić Veli Pržnjak kod Korčule a fost declarat sit de importanță comunitară în iulie 2013 pentru a proteja un număr necunoscut de specii din flora spontană și fauna sălbatică aflate în arealul zonei.

## Biodiversitate
Situată în ecoregiunea mediteraneană, aria protejată conține 1 habitat natural: Păduri de Olea și Ceratonia.
La baza desemnării sitului se află un număr nedeclarat de specii protejate.